# Frères d'armes
Pour les articles homonymes, voir Frères d'armes (homonymie).
Frères d'armes (Band of Brothers ou BoB) est une mini-série américano-britannique, en dix épisodes d'environ une heure chacun, créée par Tom Hanks et Steven Spielberg d'après le livre du même nom de l'historien Stephen Ambrose et diffusée entre le 9 septembre et le 4 novembre 2001 sur HBO.
Au Québec, la série a été diffusée à partir du 20 janvier 2002 à Super Écran, puis en clair à partir du 9 mars 2004 à Télé-Québec,, ainsi qu'à partir du 30 décembre 2009 sur Historia. Et en France, elle a été diffusée entre le 22 juillet et le 19 août 2002 sur France 2 ainsi que sur Paris Première.
Elle est considérée comme le premier volet de la série de mini-séries L'Enfer du Pacifique et Masters of the Air sur la Seconde Guerre mondiale.
L'appellation « frères d'armes » désigne un groupe d'individus ayant combattu ensemble et partagé la vie quotidienne lors d'une guerre. L'expression anglaise Band of brothers est issue de la pièce Henry V de William Shakespeare et plus particulièrement du discours tenu par Henri V d'Angleterre juste avant la bataille d'Azincourt.

## Synopsis

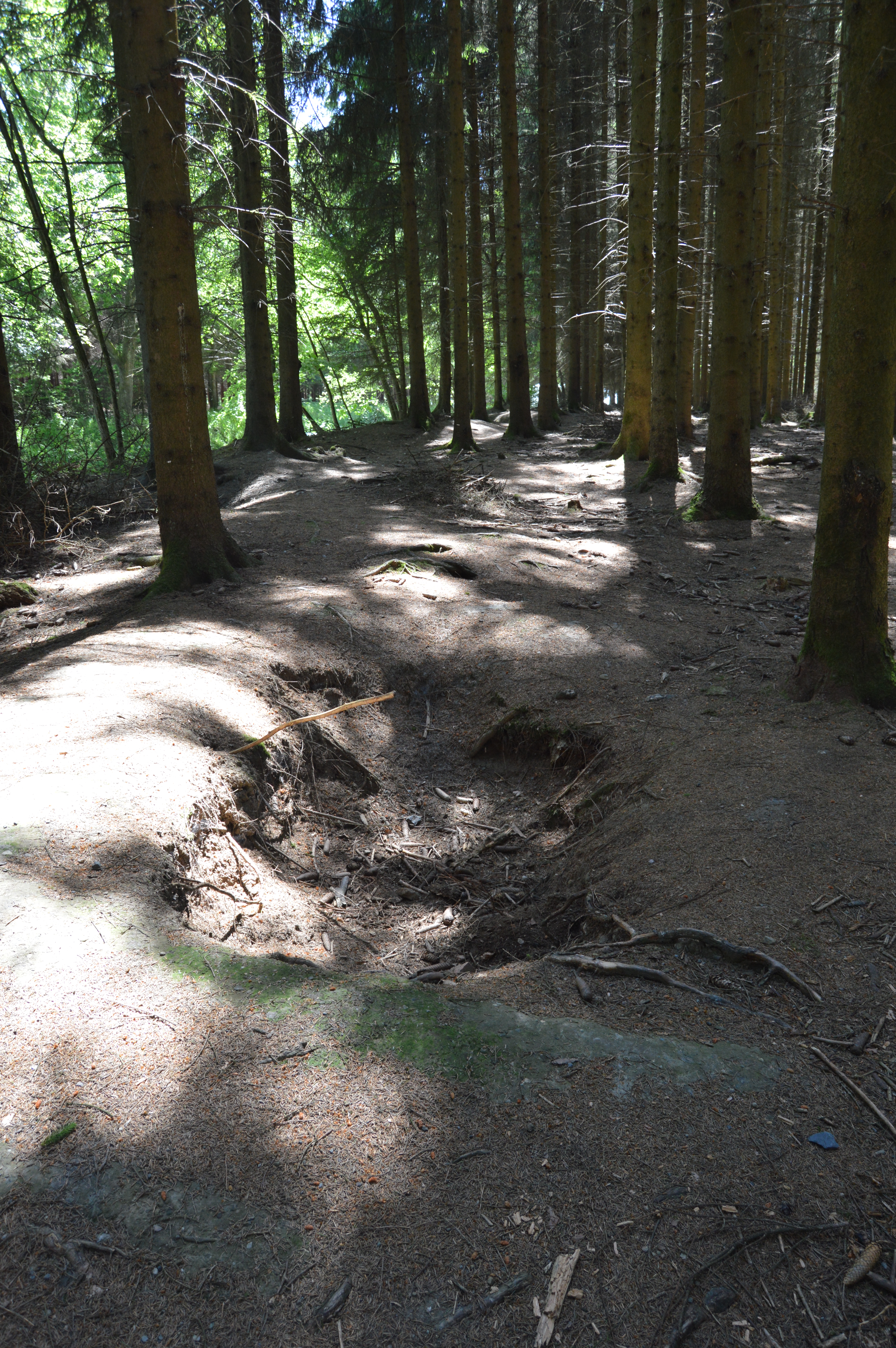
Une des tranchées occupées par les membres de la Easy Company lors des combats de décembre 1944 et janvier 1945 dans le Bois Jacques à Foy (Bastogne), toujours visibles de nos jours. Ces combats sont évoqués dans l'épisode 7 Point de rupture.

Inspirée de l'œuvre de l'historien Stephen E. Ambrose, cette série retrace l'histoire de différents militaires de la Easy Company, du 506e régiment d'infanterie parachutée, de la 101e Division Aéroportée US (dont les membres sont connus sous le nom de « Screaming Eagles » ou « Aigles hurleurs »), de ses débuts et jusqu'à la fin de la Seconde Guerre mondiale en 1945.
Le premier épisode montre la façon dont les jeunes recrues des unités aéroportées sont très durement entraînées. La Easy Company est la plus entraînée de toutes les compagnies du régiment. Par ambition, le premier lieutenant Herbert M. Sobel veut que sa compagnie soit bien vue et rend la vie de ses hommes aussi difficile que possible ; il les traite durement et leur impose un entraînement physique éreintant, notamment l'ascension du mont Currahee dont le régiment tirera sa devise. Son commandant en second, le premier lieutenant Richard D. Winters, fraîchement promu, est mieux vu par les hommes et montre de meilleures aptitudes tactiques. Sobel est malgré tout promu au rang de capitaine par le colonel Sink, mais ce dernier, après la presque-mutinerie des sous-officiers de Sobel (à la suite des errances de Sobel sur le terrain), est finalement contraint de l'affecter dans une école de saut en parachute pour personnels non-combattants[réf. nécessaire], en Angleterre.
À la veille du 6 juin 1944, la Easy est parachutée au-dessus de la Normandie. Les parachutages sont un désastre, les dropzones (zones de sauts) sont manquées et toute la compagnie est éparpillée dans le Cotentin. De plus, le lieutenant Meehan qui commande la compagnie est tué dans l'explosion de son C-47. Le commandement de la compagnie revient donc au lieutenant Winters.
Les épisodes suivants retracent le parcours de la compagnie en Europe, en Normandie pour la prise des canons du manoir de Brécourt puis à Carentan pour la prise de la ville, à Eindhoven aux Pays-Bas pendant l'opération Market Garden, puis à Nuenen et, pendant la bataille des Ardennes, les forêts ardennaises à Bastogne et à Foy, et enfin la libération d'un camp de concentration près de Landsberg am Lech. Le dernier épisode imagine la compagnie à Berchtesgaden pour la prise du « nid d’aigle » d'Hitler, dernier bastion du Troisième Reich, et le devenir de ses hommes après le jour de la victoire.
Les neuf premiers épisodes sont précédés de l'intervention de vétérans de la compagnie (âgés alors d'environ 80 ans), commentant l'événement dont il va être question. Le dernier épisode, quant à lui, se conclut par quelques mots de ces anciens de la Easy sur leurs camarades et leur expérience.

## Distribution

### Acteurs principaux
- Damian Lewis (VF : Pierre Tessier) : le major Richard D. Winters
- Ron Livingston (VF : Thierry Kazazian) : le capitaine Lewis Nixon
- Scott Grimes (VF : Alexandre Sterling) : le sergent Donald Malarkey
- Donnie Wahlberg (VF : Jean-Jacques Nervest) : le sous-lieutenant Carwood Lipton
- Neal McDonough (VF : Bruno Dubernat) : le lieutenant Lynn « Buck » Compton
- Frank John Hughes (VF : Constantin Pappas) : le sergent-chef William « Wild Bill » Guarnere
- Shane Taylor (VF : Denis Laustriat) : le caporal Eugene « Doc » Roe
- Rick Gomez (VF : Bruno Carna) : le sergent George Luz
- Dexter Fletcher (VF : Alexis Victor) : le sergent-chef John Martin
- Ross McCall (VF : Gilles Morvan) : le caporal Joseph Liebgott
- Michael Cudlitz (VF : Bertrand Arnaud) : le sergent technicien Denver « Bull » Randleman
- James Madio (VF : Vincent Ropion) : le sergent Frank Perconte
- Rick Warden (VF : Bertrand Liebert) : le sous-lieutenant Harry Welsh
- Eion Bailey (VF : Fabien Briche) : le soldat David Kenyon Webster
- Kirk Acevedo (VF : Emmanuel Garijo) : le sergent-chef Joseph Toye
- Matthew Leitch (en) (VF : Vincent de Bouard) : le sergent Floyd « Tab » Talbert
- Richard Speight Jr. (VF : Bruno Magne) : le sergent Warren « Skip » Muck
- Matthew Settle (VF : Cyrille Artaux) : le capitaine Ronald Speirs

Photos des acteurs principaux
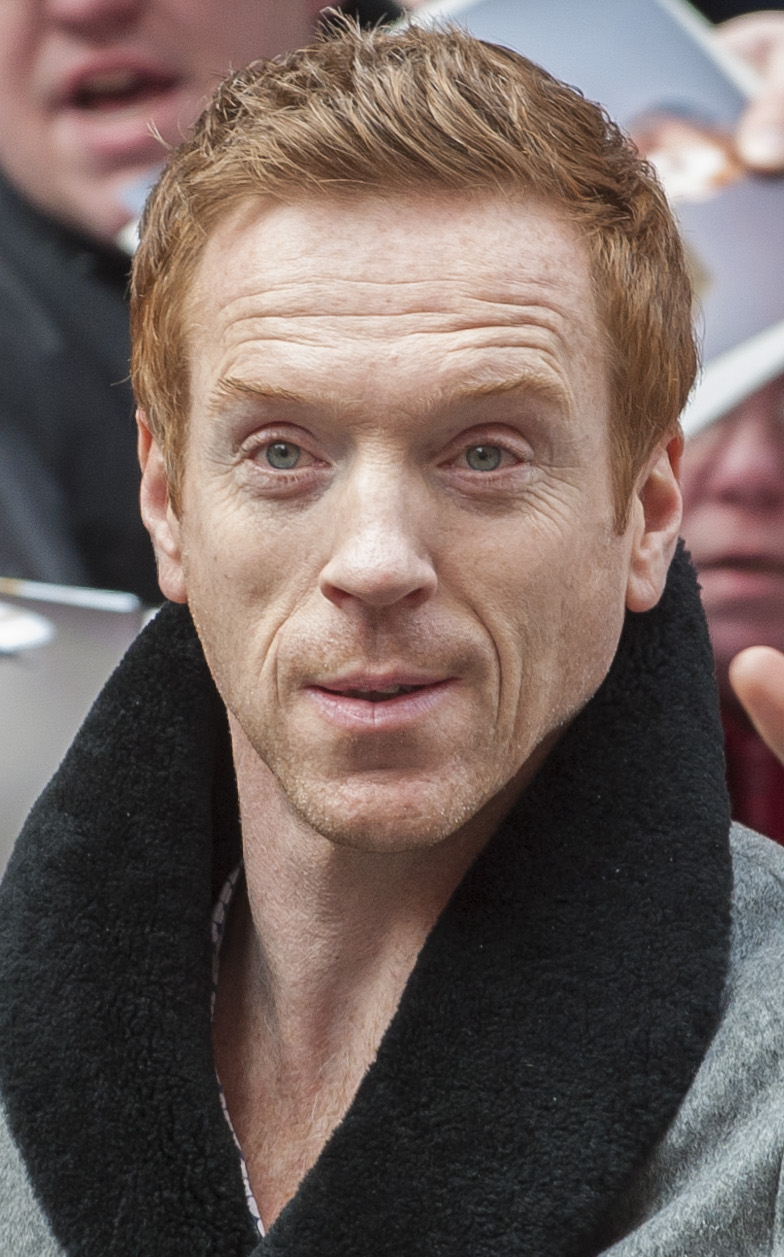
Damian Lewis interprète Richard D. Winters
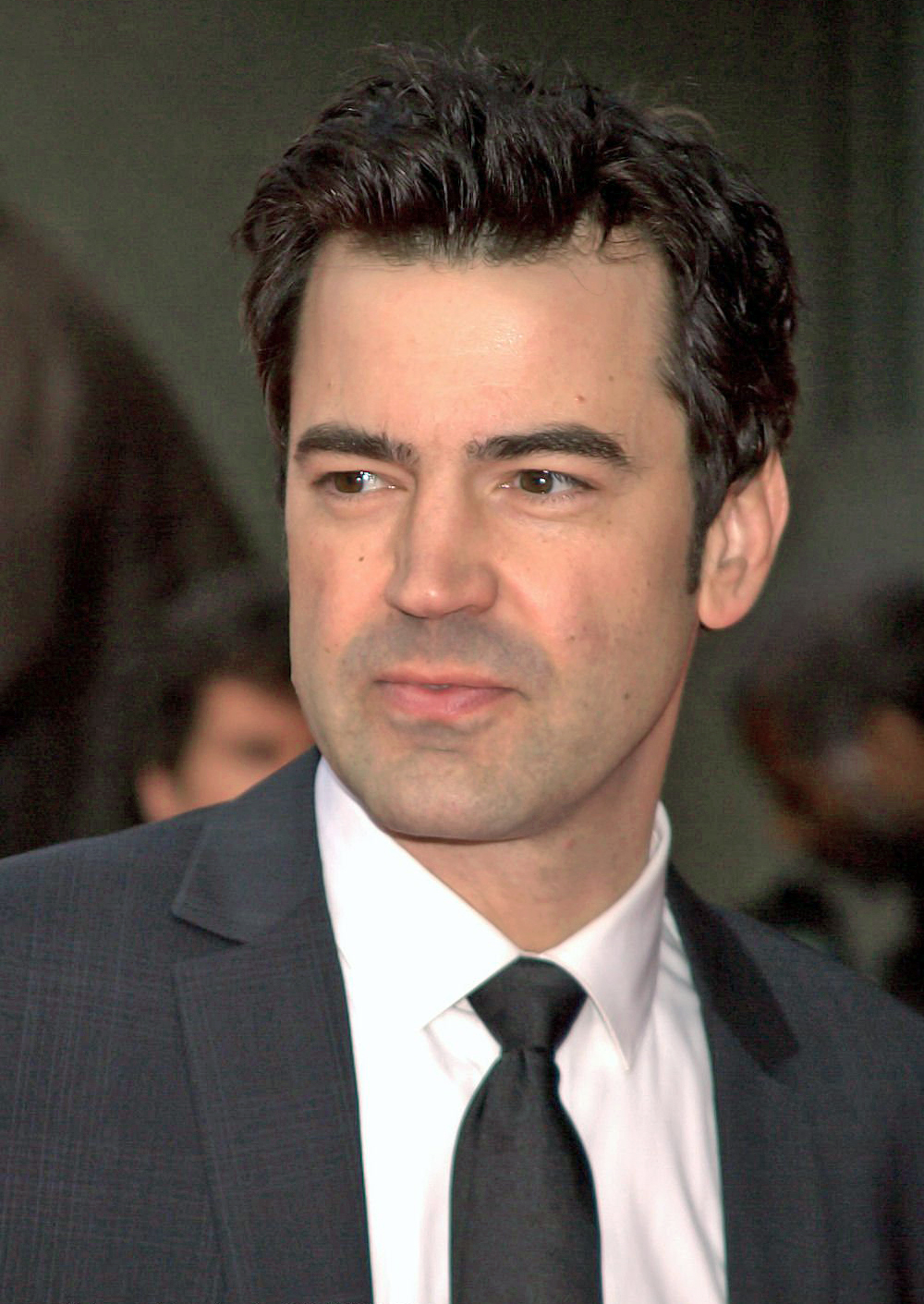
Ron Livingston interprète Lewis Nixon
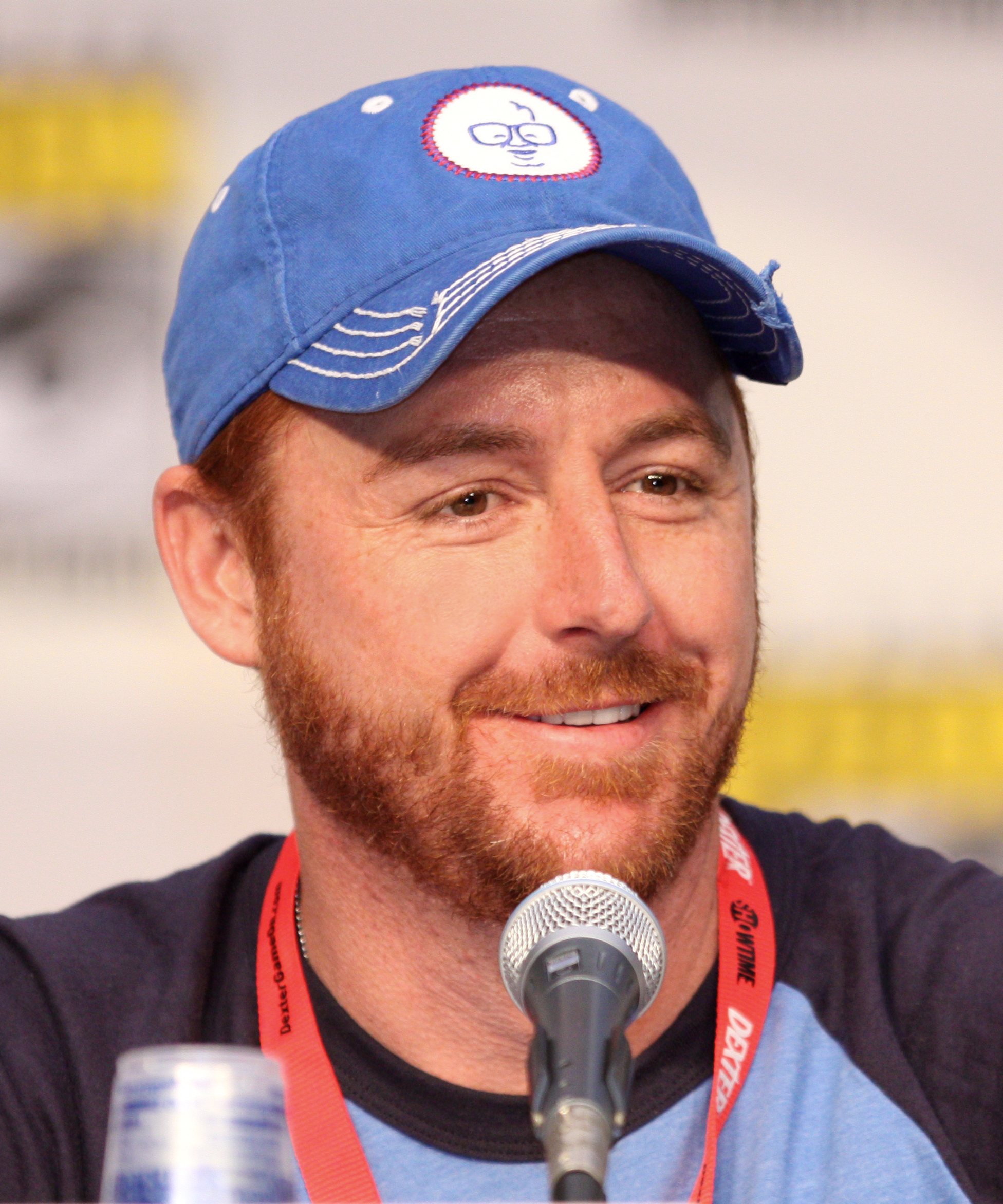
Scott Grimes interprète Donald Malarkey
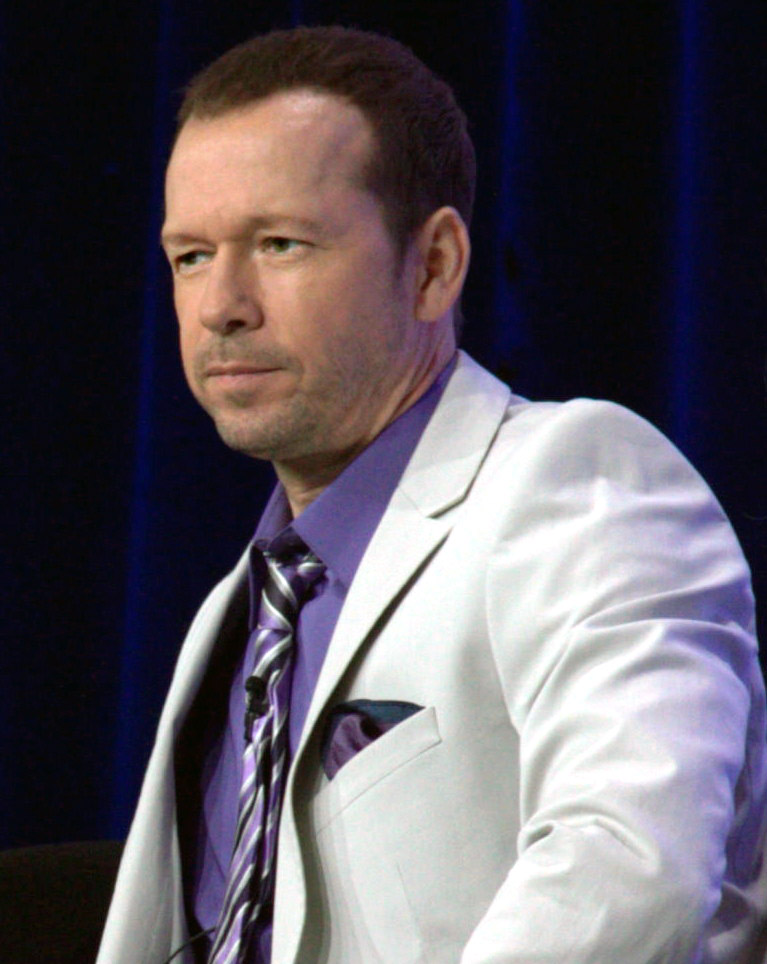
Donnie Wahlberg interprète Carwood Lipton
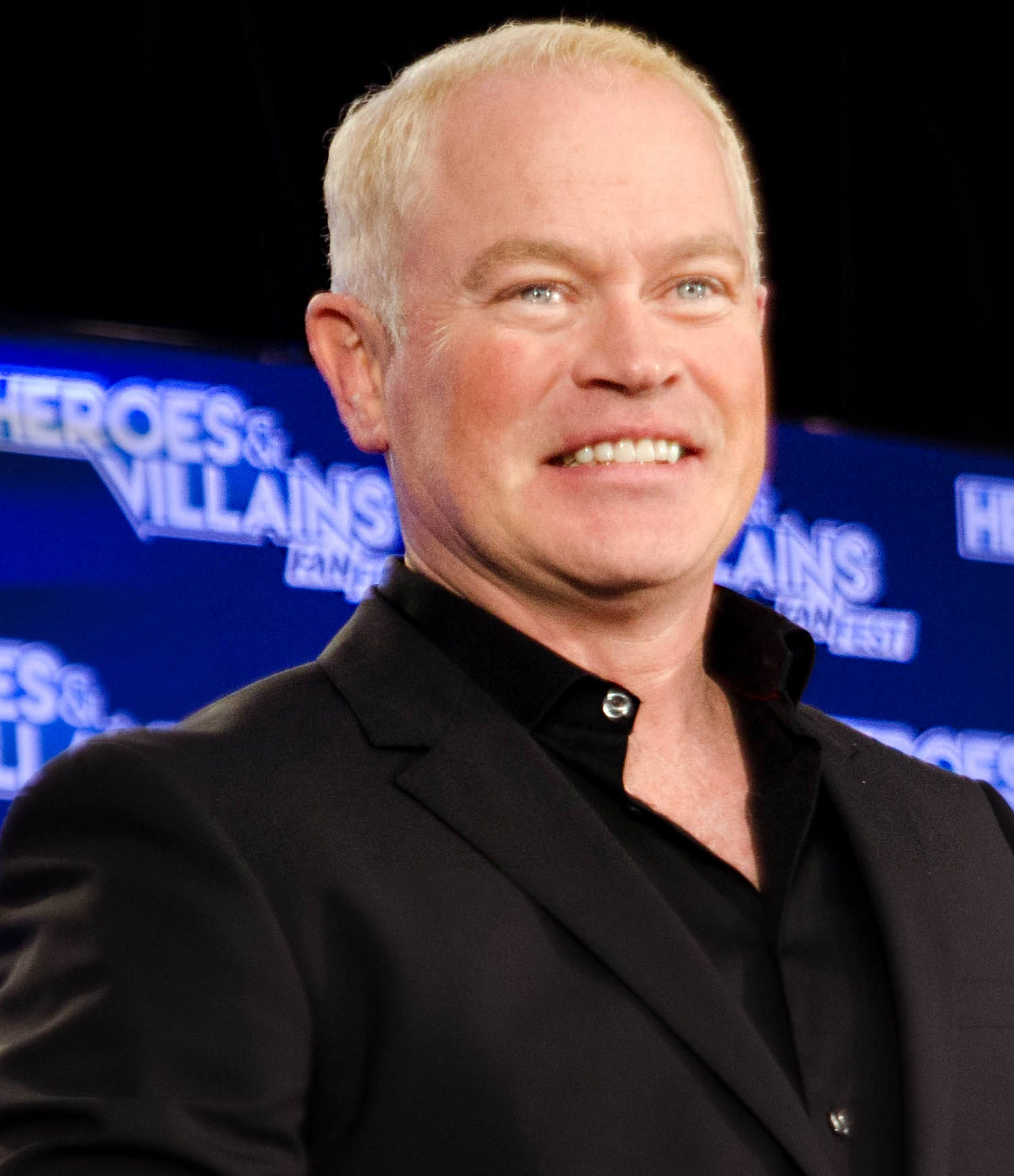
Neal McDonough interprète Lynn « Buck » Compton
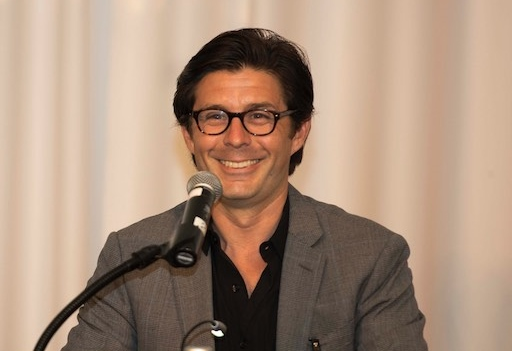
Rick Gomez interprète George Luz
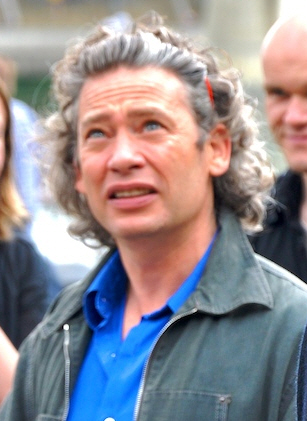
Dexter Fletcher interprète John Martin
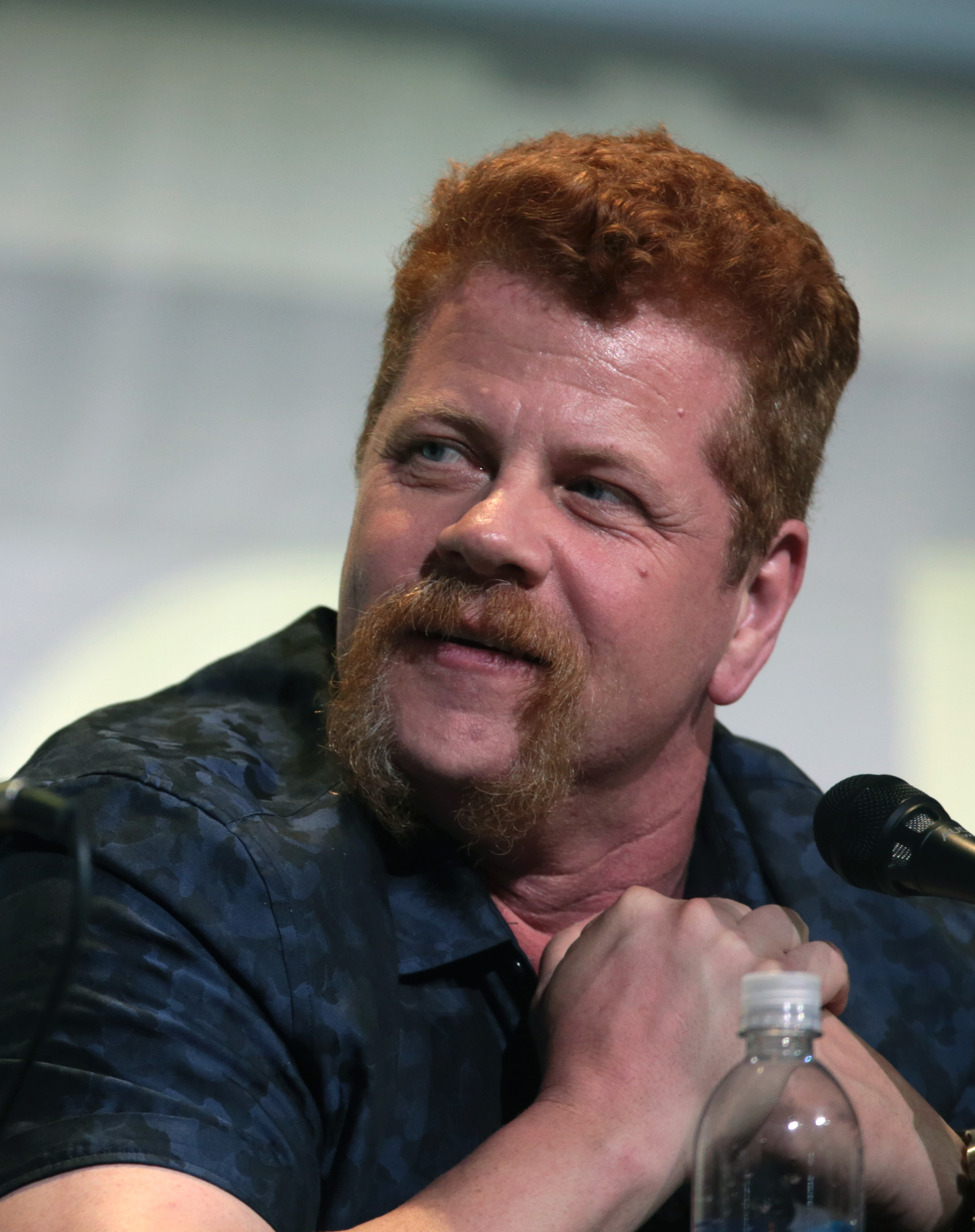
Michael Cudlitz interprète Denver « Bull » Randleman
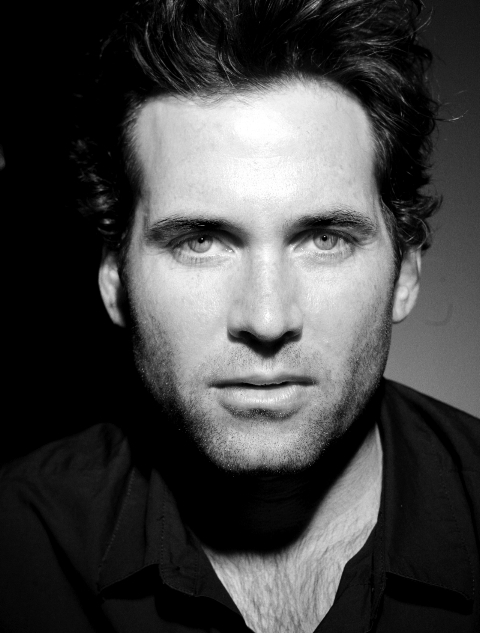
Eion Bailey interprète David Kenyon Webster
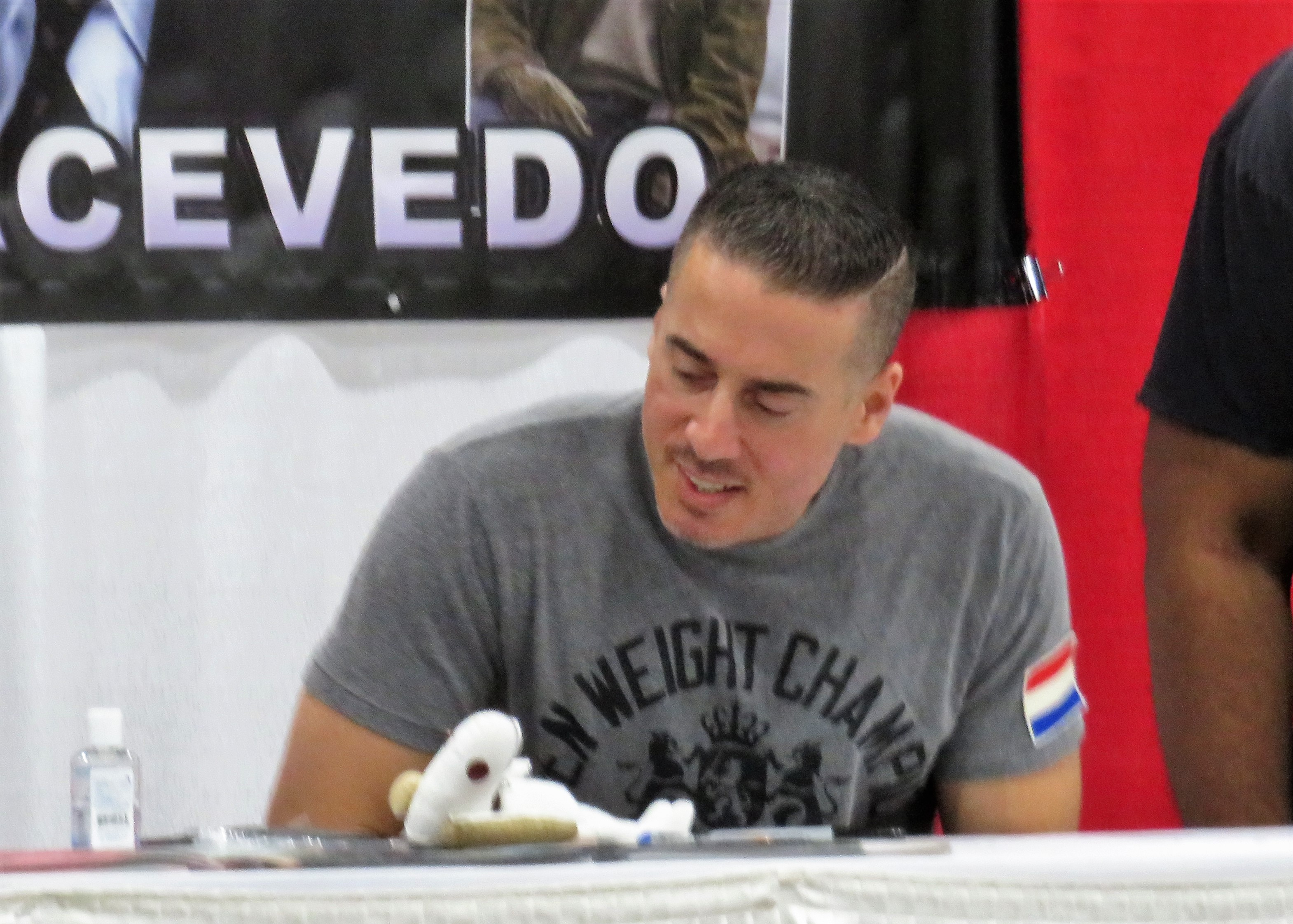
Kirk Acevedo interprète Joseph Toye
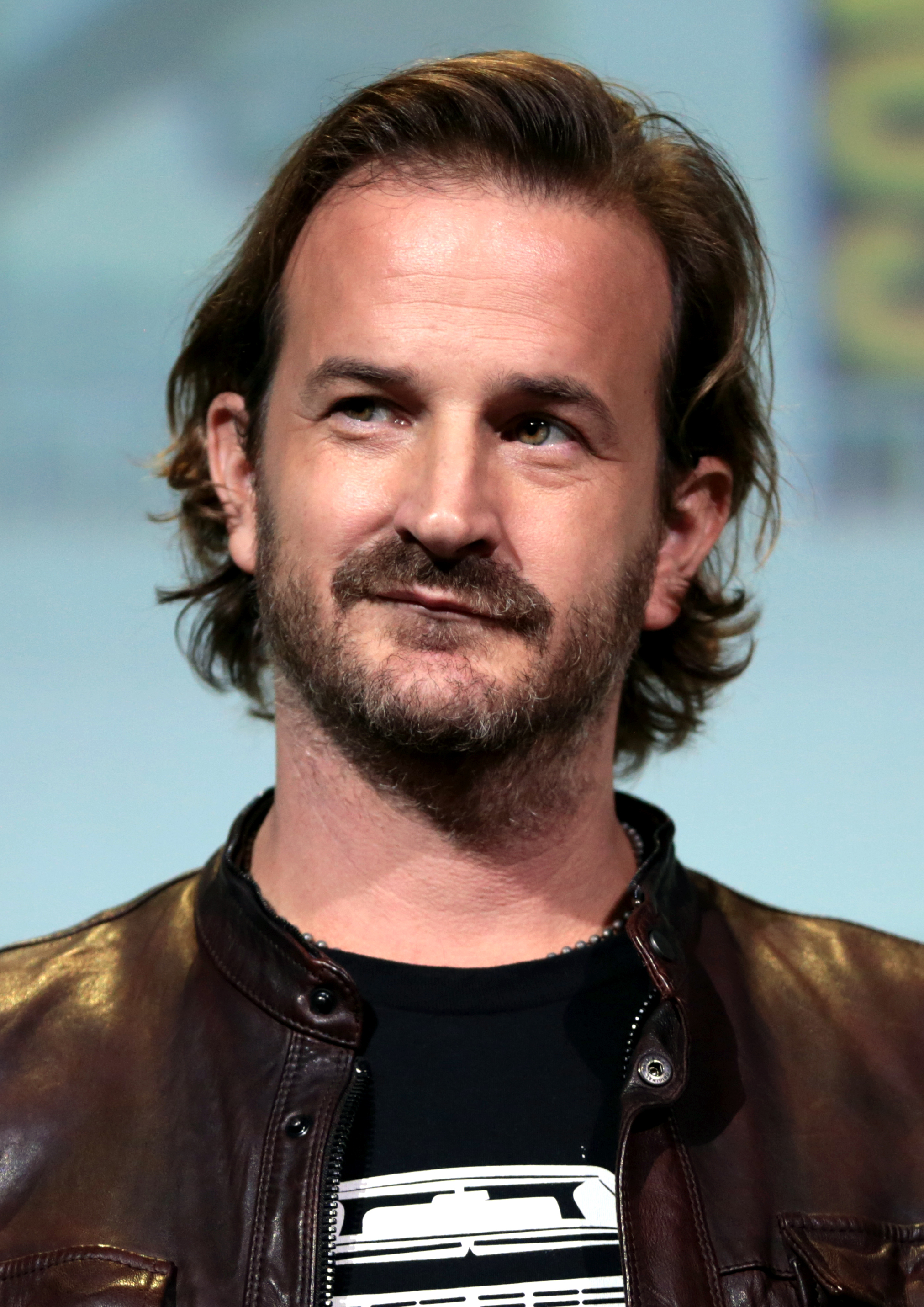
Richard Speight Jr. interprète Warren « Skip » Muck
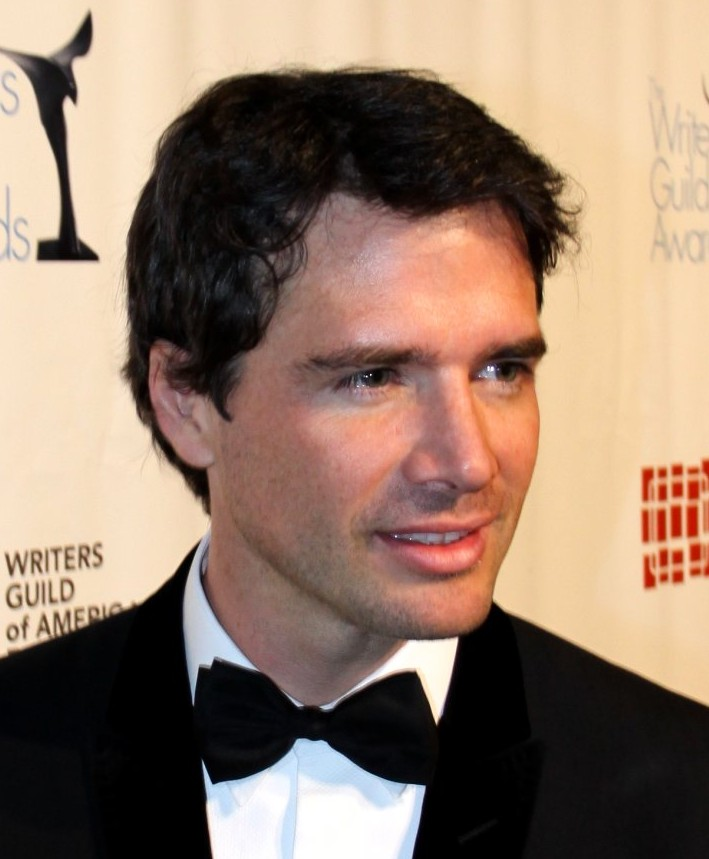
Matthew Settle interprète Ronald Speirs

### Acteurs secondaires
- Dale Dye (VF : Vania Vilers) : le colonel Robert Sink
- Peter Youngblood Hills (en) : le sergent Darrel « Shifty » Powers
- Robin Laing (en) (VF : Maurice Decoster) : le soldat Edward « Babe » Heffron
- Peter McCabe (VF : Yann Pichon) : le caporal Donald Hoobler
- Michael Fassbender : le sergent Burton « Pat » Christenson
- Tim Matthews (en) (VF : Didier Cherbuy) : le caporal Alex Penkala
- Ben Caplan : le caporal Walter « Smokey » Gordon
- Rene L. Moreno (en) : le soldat Joseph Ramirez.
- Douglas Spain (en) : le soldat Antonio Garcia
- Nicholas Aaron : le soldat Robert « Popeye » Wynn
- Philip Barantini : le sergent Wayne « Skinny » Sisk
- Craig Heaney (en) : le soldat Roy Cobb
- Doug Allen (en) : le sergent Alton More
- Nolan Hemmings (en) : le sergent Charles « Chuck » Grant
- Mark Huberman (en) : le soldat Lester « Leo » Hashey
- David Nicolle (VF : Jérôme Pauwels) : le sous-lieutenant Thomas Peacock
- George Calil (en) : le soldat James « Moe » Alley
- Phil McKee : le lieutenant-colonel Robert L. Strayer
- Adam James (en) : Cleveland O. Petty
- Mark Lawrence : le caporal William Dukeman

### Invités
- David Schwimmer (VF : Michel Lasorne) : le capitaine Herbert Sobel
- Peter O'Meara (en) (VF : Boris Rehlinger) : le lieutenant Norman Dike
- Marc Warren (VF : Bruno Choël) : le soldat Albert Blithe
- Colin Hanks (VF : Olivier Cordina) : le sous-lieutenant Henry « Hank » Jones
- Tom Hardy : le soldat John Janovek
- Andrew Scott : John D. Hall
- Jason O'Mara : le lieutenant Thomas Meehan
- Simon Pegg : le 1er sergent William S. Evans
- Andrew Lee Potts : le soldat Eugene E. Jackson
- Lucie Jeanne : Renée Lemaire (épisode 6)
- James McAvoy : le soldat James W. Miller
- Jamie Bamber : le sous-lieutenant Jack Foley
- Ezra Godden : le soldat Robert van Klinken
- Rocky Marshall (en) : le caporal Earl One « Lung » McLung
- Kieran O'Brien : le soldat Allen Vest
- Bart Ruspoli (en) : le soldat Edward Tipper
- Stephen Graham : le sergent Myron Mike Ranney
- Nigel Hoyle : le soldat Leo Boyle
- Simon Schatzberger (en) : le soldat Joseph Lesniewski
- Matt Hickey : le soldat Patrick O'Keefe
- Iain Robertson (en) : le soldat George Smith
- Alex Sabga : le caporal Francis « Frank » Mellet
- Andrew Howard : le capitaine Clarence Hester
- David Andrews : le général Elbridge C. Chapman
- Dominic Cooper : Allington
- Jordan Frieda : le soldat Kenneth J. Webb
- Jimmy Fallon : le second-lieutenant George Rice
- John Light : le lieutenant-colonel David Dobbie
- Stephen McCole (en) : le lieutenant Frederick « Moose » Heyliger
- Wolf Kahler : le général Theodor Tolsdorff qui se rend dans le dernier épisode (épisode 10)
- Tom Hanks (VF : Jean-Philippe Puymartin) : un officier britannique (épisode 5 - non crédité) / un officier français (épisode 9 - non crédité)

 Source et légende : version française (VF) sur RS Doublage et Doublage Séries Database

## Épisodes
1. Currahee (Currahee) - Réalisation Phil Alden Robinson
2. Jour J (Day of Days) - Réalisation Richard Loncraine
3. Carentan (Carentan) - Réalisation Mikael Salomon
4. Les Remplaçants (Replacements) - Réalisation David Nutter
5. La Croisée des chemins (Crossroads) - Réalisation Tom Hanks
6. Bastogne (Bastogne) - Réalisation David Leland
7. Point de rupture (The Breaking Point) - Réalisation David Frankel
8. La Dernière Patrouille (The Last Patrol) - Réalisation Tony To
9. Pourquoi nous combattons (Why We Fight) - Réalisation David Frankel
10. Des hommes avant tout (Points) - Réalisation Mikael Salomon

## Bande originale
1. Main Theme - 2:24
2. Band Of Brothers Suite One - 6:31
3. Band Of Brothers Suite Two - 9:03
4. The Mission Begins - 5:49
5. Swamp - 2:08
6. Spier's Speech - 0:59
7. Fire On Lake - 2:15
8. Parapluie - 2:16
9. Boy Eats Chocolate - 1:16
10. Bull's Theme - 3:18
11. Winters On Subway - 1:54
12. Headscarf - 4:10
13. Buck In Hospital - 1:549
14. Plaisir d'Amour - 1:54
15. Preparing For Patrol - 2:28
16. "String Quartet in C-Sharp Minor (Opus 131)" (Ludwig Van Beethoven) - 2:10
17. Discovery Of The Camp - 10:57
18. Nixon's Walk - 2:14
19. Austria - 1:58
20. Band Of Brothers Requiem - 3:14

## Commentaires
Au cours du périple, le spectateur s'attache à des personnages qui possèdent leurs caractères propres, comme Bill Guarnere ou Joe Toye, les têtes brûlées de leur section. L'un est plus poétique, comme le soldat Blithe qui ne trouve pas la force de se battre et se fait toucher au cou par un tireur embusqué ou Webster, l'intellectuel de la compagnie (il sort de Harvard), ou encore courageux et dévoué comme le capitaine Speirs, un leader hors pair, l'officier Nixon, bourgeois huppé, le très sympathique adjudant-chef Lipton, le lieutenant Compton, qui veille au moral des troupes avant de lui-même craquer, ou enfin le commandant Winters.
Ce qui fait la force de Frères d'armes est que les hommes restent liés jusqu'à la fin. Les événements relatés sont tous authentiques, comme lors du Jour-J, lorsque Malarkey parle avec un prisonnier américano-allemand ou encore la fabuleuse course de Speirs devant toute une garnison allemande à Foy.
L'interprétation de certains faits ou événements diffère de l'ouvrage d'Ambrose. Ainsi, le personnage de Sobel, démis de ses fonctions, est souvent dénigré par ses hommes dans la série. Sobel passe pour un total incompétent sur le terrain. Ambrose écrit que si la Easy Company a pu réussir et nombre de ses membres survivre, c'est grâce à Sobel et à son entraînement intensif .
La série est également remarquable dans le casting qu'elle présente. À sa sortie, seul David Schwimmer (Sobel) est connu grâce à son rôle de Ross dans Friends. Par la suite tous les acteurs ou presque ont vu leur cote s'envoler aussi bien au cinéma qu'à la télévision. Ainsi le héros Damian Lewis a eu droit à sa série télévisée (Life et Homeland, dans laquelle apparaît également Michael Cudlitz), Neal McDonough a eu un rôle récurrent dans Desperate Housewives et le rôle principal dans les séries Boomtown et NIH : Alertes médicales, Matthew Settle a obtenu un rôle récurrent dans Gossip Girl, Scott Grimes est devenu au fil des saisons un des personnages principaux d'Urgences, tout comme Eion Bailey. Kirk Acevedo a lui aussi obtenu un rôle régulier dans Fringe. Michael Cudlitz joue Abraham Ford dans la série The Walking Dead.
Leur avenir au cinéma fut radieux également : Neal McDonough tourna sous la direction de Steven Spielberg, le producteur de la mini-série, dans Minority Report, et également dans Captain America: First Avenger, tout comme John Frank Hughes dans Arrête-moi si tu peux au côté de Tom Hanks. Donnie Wahlberg, après avoir retrouvé Damian Lewis dans Dreamcatcher : L'Attrape-rêves, obtient le rôle principal de Saw II. Et la série peut également se vanter d'avoir révélé de futures stars comme Simon Pegg (Shaun of the Dead), Tom Hardy (Inception), Stephen Graham (Public Enemies) ou encore James McAvoy et Michael Fassbender (X-Men : Le Commencement).
Donald Malarkey avait un ami dans un autre régiment de la 101e dont les trois frères ont été tués au combat. À la mort du troisième frère, que Malarkey connaissait, l'état major décida de renvoyer le jeune survivant dans son foyer. Cet événement a été le point de départ du scénario du film Il faut sauver le soldat Ryan.

### Erreurs
Dans l'épisode 3 (Carentan), il est indiqué qu'Albert Blithe meurt en 1948 à la suite de ses blessures de 1944. Ses frères d'armes, sans nouvelle de lui, ont simplement cru qu'il était mort trois ans après la fin de la guerre en Europe. En réalité, il est mort le 17 décembre 1967.
Dans l'épisode 4 (Les remplaçants), le soldat Robert van Klinken est tué non pas par une rafale de mitrailleuse en traversant une haie mais blessé par le tir d'un panzer alors qu'il cherchait refuge dans une maison. Il meurt durant la nuit[réf. nécessaire].
Dans le même épisode, Robert « Popeye » Wynn risque d'être déclaré déserteur alors qu'il cherche à rejoindre sa compagnie dans le but de participer à l'opération Market Garden. Il rencontre Sobel qui accepte de l'emmener en Jeep. Dans la réalité, cette scène relate un événement vécu par Roderick Strohl et non par Robert Wynn. Bien que ce dernier, également blessé en Normandie, ait lui aussi rejoint la Easy company avant le décollage.
Dans l'épisode 9 (Pourquoi nous combattons), le camp de concentration découvert par la Easy company l'a été dans la réalité par la 12e division blindée américaine. À la fin de l'épisode, le capitaine Nixon annonce le suicide d'Hitler. Or la dernière scène de l'épisode se raccorde avec la première de l'épisode suivant qui indique : « 11 avril 1945 ». C'est une erreur car Hitler s'est suicidé le 30 avril 1945, dix-neuf jours plus tard.
Dans l'épisode 10 (Des hommes avant tout) à la fin de l'épisode il est dit que le caporal Joseph Liebgott reprit son métier de chauffeur de taxi ; en vérité, il était barbier.

### Séries apparentées
Une autre série de dix épisodes produite par Steven Spielberg, Tom Hanks et Gary Goetzman nommée The Pacific (Le Pacifique au Québec, Band of Brothers : L’Enfer du Pacifique en France sur France 2) a été diffusée en 2010 aux États-Unis. Celle-ci se déroule toujours durant la Seconde Guerre mondiale, retraçant les batailles les plus sanglantes entre les Américains et les Japonais dans le Pacifique.
En 2024, est diffusée la série Les Maîtres de l'air. Elle présente des aviateurs de la 8th Air Force de l'US Army Air Force. Ils ont pour mission de bombarder les armes et lieux stratégiques du Troisième Reich.

### Records
Cette mini-série détient deux records.  
Tout d'abord, avec 125 millions de dollars, Frères d'armes est la mini-série la plus chère, jusqu'en 2010, avec la sortie de The Pacific des mêmes producteurs Tom Hanks et Steven Spielberg qui revient à 250 millions de dollars. Il faut ajouter 15 millions de dollars pour la campagne promotionnelle dont, notamment, l’organisation de projections auprès des vétérans de la Seconde Guerre mondiale.
Ensuite, la série détient le record de la plus grosse quantité de neige artificielle employée à la télévision, avec l'utilisation de 150 tonnes de papier recyclé afin de créer la neige de la scène de la forêt dans l'épisode 6 « Bastogne ».

## Accueil

### Critiques
Frères d'armes a reçu des critiques élogieuses universelles, avec une note de 9,5⁄10 sur IMDb et un score de 94 % sur le site Rotten Tomatoes et une note de 8,8⁄10.

### Audiences

#### Aux États-Unis
| Saison | Nombre d’épisodes | Diffusion originale | Diffusion originale | Diffusion originale | Diffusion originale            |
| Saison | Nombre d’épisodes | Années              | Début de saison     | Fin de saison       | Audience moyenne (en millions) |
| ------ | ----------------- | ------------------- | ------------------- | ------------------- | ------------------------------ |
| 1      | 10                | 2001                | 9 septembre 2001    | 4 novembre 2001     | 6,94                           |

#### En France
| Saison | Nombre d’épisodes | Diffusion en France | Diffusion en France | Diffusion en France | Diffusion en France            |
| Saison | Nombre d’épisodes | Années              | Début de saison     | Fin de saison       | Audience moyenne (en millions) |
| ------ | ----------------- | ------------------- | ------------------- | ------------------- | ------------------------------ |
| 1      | 10                | 2002                | 22 juillet 2002     | 19 août 2002        | 4,55                           |

## Distinctions

### Récompenses
- 59e cérémonie des Golden Globes :
  - Meilleure mini-série
- 54e cérémonie des Primetime Emmy Awards :
  - Meilleure mini-série
  - Meilleur casting pour une mini-série
  - Meilleure réalisation
  - Meilleur son pour l'épisode Jour J (Day of Days)
  - Meilleur montage pour l'épisode Jour J (Day of Days)
  - Meilleur mixage son pour l'épisode Carentan (Carentan)

### Nominations
- 59e cérémonie des Golden Globes :
  - Meilleur acteur dans une mini-série ou un film pour Damian Lewis
  - Meilleur acteur dans un second rôle dans une mini-série ou un film pour Ron Livingston
- 54e cérémonie des Primetime Emmy Awards :
  - Meilleur directeur dans une mini-série
  - Meilleur scénario
  - Meilleure coiffure dans une mini-série ou un film
  - Meilleur générique
  - Meilleure maquillage dans une mini-série ou un film
  - Meilleur maquillage de prothèse dans une mini-série ou un film
  - Meilleur montage pour l'épisode Les Remplaçants (Replacements)
  - Meilleur mixage son pour l'épisode Jour J (Day of Days) et Point de Repture (The Breaking Point)
  - Meilleur effets visuels dans une mini-série ou un film pour l'épisode Les Remplaçants (Replacements) et Jour J (Day of Days)
  - Meilleure Coordination de cascade
  - Meilleur scénariste pour Erik Bork, E. Max Frye, Tom Hanks, Erik Jendresen, Bruce C. McKenna, John Orloff et Graham Yost

## Influences

### Jeux vidéo
- Brothers in Arms: Road to Hill 30 et tout comme Brother in Arms : D-Day, un jeu vidéo reprenant le début du scénario du feuilleton.
- Brothers in Arms: Earned in Blood, jeu vidéo reprenant la partie aéroportée du débarquement de Normandie avec notamment la bataille des haies et la prise de Carentan. Très proche de la série, par les lieux de combats mais aussi par les personnages. Le sergent Hartsock du jeu ressemble beaucoup au lieutenant Winters de la série. Ce jeu reprend lui aussi des événements réels.
- Brothers in Arms : Hell's Highway, Celui-ci reprend l'opération Market Garden, plus exactement à (comme dans la série) Eindhoven.
- Call of Duty et Call of Duty 2, jeu vidéo où dans une map multijoueur, l'entrée de la ville de Carentan est reproduite comme dans la série. Une autre map multijoueur représente aussi, comme dans la série, la prise des canons du manoir de Brécourt.
- Call of Duty : La Grande Offensive, extension du premier opus Call of Duty. La campagne américaine de ce jeu se déroule à Bastogne et à Foy. Le joueur incarne un soldat du 506e Régiment d'Infanterie Parachutiste, le régiment de la Easy Company.
- Medal of honor: Allied Assault
- Medal of Honor : Airborne
- Company of Heroes
- Hell Let Loose